# Palaemnema melanota
Palaemnema melanota är en trollsländeart som beskrevs av Friedrich Ris 1918. Palaemnema melanota ingår i släktet Palaemnema och familjen Platystictidae. IUCN kategoriserar arten globalt som starkt hotad. Inga underarter finns listade i Catalogue of Life.